# Cheppes-la-Prairie
Cheppes-la-Prairie is een gemeente in het Franse departement Marne (regio Grand Est) en telt 186 inwoners (2005). De plaats maakt deel uit van het arrondissement Châlons-en-Champagne.

## Geografie
De oppervlakte van Cheppes-la-Prairie bedraagt 19,6 km², de bevolkingsdichtheid is 9,5 inwoners per km².
De onderstaande kaart toont de ligging van Cheppes-la-Prairie met de belangrijkste infrastructuur en aangrenzende gemeenten.

## Demografie
Onderstaande figuur toont het verloop van het inwonertal (bron: INSEE-tellingen).